# Xã Afton, Quận Brookings, South Dakota
Xã Afton (tiếng Anh: Afton Township) là một xã thuộc quận Brookings, tiểu bang Nam Dakota, Hoa Kỳ. Năm 2010, dân số của xã này là 212 người.